# Prêmio Clarice Lispector
Prêmio Clarice Lispector é uma premiação que faz parte dos Prêmios Literários da Fundação Biblioteca Nacional e que é destinada a laurear o melhor livro brasileiro de contos.

## História
Entre 1995 e 1998, os Prêmios Literários da Fundação Biblioteca Nacional laureavam os livros de contos com o Prêmio Artur de Azevedo. A partir de 1999 o Prêmio Machado de Assis, que até então era voltado apenas para os romances, passou a englobar também os contos. Apenas em 2005, após uma reformulação nos prêmios, voltou a existir uma categoria específica para os contos, desta vez com o nome fazendo homenagem à escritora Clarice Lispector.

## Premiados
| Ano  | Vencedores                                                                          | Finalistas | Notas         |
| ---- | ----------------------------------------------------------------------------------- | --- | ------------- |
| 2005 | O Antinarciso Mário Sabino                                                          | Sem informação | [ 4 ]         |
| 2006 | Ovelha Negra e Amiga Loura Sônia Coutinho                                           | Sem informação | [ 5 ]         |
| 2007 | Ódio Sustenido Nelson de Oliveira / Língua Geral                                    | Sem informação | [ 6 ]         |
| 2008 | O Maníaco do Olho Verde Dalton Trevisan / Record                                    | Sem informação | [ 7 ]         |
| 2009 | Meu amor Beatriz Bracher / Editora 34                                               | Sem informação | [ 8 ]         |
| 2010 | As Certezas e as Palavras Carlos Henrique Schroeder / Editora da Casa               | - 2º lugar - O Macaco Ornamental (Luís Henrique Pellanda / Bertrand Brasil) - 3º lugar - Retratos imorais (Ronaldo Correia de Brito / Alfaguara)                                          | [ 9 ]         |
| 2011 | O Livro de Praga: Narrativas de Amor e Arte Sérgio Sant'Anna / Companhia das Letras | - 2º lugar - A Sordidez das Pequenas Coisas (Alessandro Garcia / Não Editora) - 3º lugar - A Vida Naquela Hora (João Anzanello Carrascoza / Scipione)                                     | [ 10 ]        |
| 2012 | Breve Cartografia de Lugares Sem Nenhum Interesse Marcílio França Castro / 7Letras  | Sem informação | [ 11 ]        |
| 2013 | Essa Coisa Brilhante que É a Chuva Veronica Stigger / Record                        | Sem informação | [ 12 ]        |
| 2014 | Você Vai Voltar pra Mim Bernardo Kucinski / Cosac Naify                             | Sem informação | [ 13 ]        |
| 2015 | Sem Vista para o Mar Carol Rodrigues / Edith                                        | Sem informação | [ 14 ]        |
| 2016 | Antes que Seque Marta Barcellos                                                     | Sem informação | [ 15 ]        |
| 2017 | Ferrugem Marcelo Moutinho / Record                                                  | - A teta racional (Giovana Madalosso / Grua) - Histórias naturais (Marcílio França Castro / Companhia das Letras)                                                                         | [ 16 ] [ 17 ] |
| 2018 | Alguns Humanos Gustavo Pacheco / Tinta-da-China                                     | - 2º lugar - Não Está Mais Aqui Quem Falou (Noemi Jaffe / Companhia das Letras) - 3º lugar - Zoografia: Zooalgia (Pedro de Souza / Nankin)                                                | [ 18 ]        |
| 2019 | Kafkianas Elvira Vigna / Todavia                                                    | - 2º lugar - Um Exu em Nova York (Cidinha da Silva / Pallas) - 3º lugar - Sebastopol: Três Contos (Emilio Fraia / Alfaguara)                                                              | [ 19 ]        |
| 2020 | Redemoinho em Dia Quente Jarid Arraes / Alfaguara                                   | - 2º lugar - Urubus (Carla Bessa / Confraria do Vento) - 3º lugar - A Noite dos Olhos (Heloísa Seixas / Companhia das Letras)                                                             | [ 20 ]        |
| 2021 | Tramas de Meninos João Anzanello Carrascoza / Companhia das Letras                  | - 2º lugar - A Ordem Interior do Mundo (Franklin Carvalho / 7Letras) - 3º lugar - Suíte Carioca e Outros Contos Esquisitos (Álvaro Marins de Almeida / Graphia)                           | [ 21 ]        |
| 2022 | Gótico Nordestino Cristhiano Aguiar / Alfaguara                                     | - 2º lugar - Marinheira de Açude (Michelli Provensi / Reformatório) - 3º lugar - Dedos Impermitidos (Luci Collin / Iluminuras)                                                            | [ 22 ]        |
| 2023 | Desmoronamentos Micheliny Verunschk / Martelo Casa Editorial                        | - 2º lugar - Ana à Esquerda & Outros Movimentos (Antonio Carlos Secchin / Martelo Casa Editorial) - 3º lugar - Educação Natural: Textos Póstumos e Inéditos (João Gilberto Noll / Record) | [ 23 ]        |
| 2024 | Toda palavra dá samba Maria Valéria Rezende / Editora Dromedário                    | - 2º lugar - O ninho (Bethânia Pires Amaro / Editora Record) - 3º lugar - Ursa menor (Carla Kinzo / Editora Quelônio)                                                                     | [ 24 ]        |